# 斯蒂姆米爾 (喬治亞州)
斯蒂姆米爾（英語：Steam Mill）是位於美國喬治亞州塞米諾爾縣的一個非建制地區。該地的面積和人口皆未知。

## 地理
斯蒂姆米爾的座標為30°58′13″N 84°58′07″W / 30.97028°N 84.96861°W，而該地的平均海拔高度為44米（即144英尺）。